# Боснія і Герцеговина на літніх Олімпійських іграх 2012
Боснія і Герцеговина брала участь в літніх Олімпійських іграх 2012 року у Лондоні (Велика Британія), вшосте за свою історію. Олімпійська збірна країни складалася з 6 спортсменів (4 чоловіків та 2 жінок), які брали участь у 4 видах спортивних змагань: з легкої атлетики, дзюдо, стрільби та плавання. Прапороносцем на церемонії відкриття був дзюдоїст Амель Мекич. Країна не завоювала жодної медалі.

## Легка атлетика
Чоловіки
Польові дисципліни
| Атлет        | Змагання       | Кваліфікація | Кваліфікація | Фінал      | Фінал      |
| Атлет        | Змагання       | Результат    | Позиція      | Результат  | Позиція    |
| ------------ | -------------- | ------------ | ------------ | ---------- | ---------- |
| Кемаль Мешич | штовхання ядра | 19.60        | 24           | Не пройшов | Не пройшов |

Жінки
Трекові дисципліни
| Атлетка      | Змагання | Фінал         | Фінал         |
| Атлетка      | Змагання | Результат     | Місце         |
| ------------ | -------- | ------------- | ------------- |
| Люсія Кімані | марафон  | Не фінішувала | Не фінішувала |

## Дзюдо
Чоловіки
| Спортсмен   | Категорія | 1/32                           | 1/16                  | Чвертьфінал           | Півфінал              | Repechage             | Фінал/БМ              | Фінал/БМ   |
| Спортсмен   | Категорія | Супротивник Результат          | Супротивник Результат | Супротивник Результат | Супротивник Результат | Супротивник Результат | Супротивник Результат | Місце      |
| ----------- | --------- | ------------------------------ | --------------------- | --------------------- | --------------------- | --------------------- | --------------------- | ---------- |
| Амель Мекич | до 100 кг | Хванг Хі-Тай (KOR) L 0002–0021 | Не пройшов            | Не пройшов            | Не пройшов            | Не пройшов            | Не пройшов            | Не пройшов |

## Стрільба
Чоловіки
| Спортсмен     | Дисципліна                       | Кваліфікація | Кваліфікація | Фінал      | Фінал      |
| Спортсмен     | Дисципліна                       | Бали         | Місце        | Бали       | Місце      |
| ------------- | -------------------------------- | ------------ | ------------ | ---------- | ---------- |
| Неджад Фазлія | пневматична гвинтівка, 10 м      | 585          | 44           | Не пройшов | Не пройшов |
| Неджад Фазлія | гвинтівка, лежачи, 50 м          | 587          | 45           | Не пройшов | Не пройшов |
| Неджад Фазлія | гвинтівка з трьох положень, 50 м | 1149         | 38           | Не пройшов | Не пройшов |

## Плавання
Чоловіки
| Спортсмен    | Дисципліна        | Кваліфікація | Кваліфікація | Півфінал   | Півфінал   | Фінал      | Фінал      |
| Спортсмен    | Дисципліна        | Час          | Місце        | Час        | Місце      | Час        | Місце      |
| ------------ | ----------------- | ------------ | ------------ | ---------- | ---------- | ---------- | ---------- |
| Енсар Хайдер | комплексом, 200 м | 2:05.70      | 36           | Не пройшов | Не пройшов | Не пройшов | Не пройшов |

Жінки
| Спортсмен      | Дисципліна    | Кваліфікація | Кваліфікація | Півфінал   | Півфінал   | Фінал      | Фінал      |
| Спортсмен      | Дисципліна    | Час          | Місце        | Час        | Місце      | Час        | Місце      |
| -------------- | ------------- | ------------ | ------------ | ---------- | ---------- | ---------- | ---------- |
| Івана Нінкович | брасом, 100 м | 1:14.04      | 41           | Не пройшов | Не пройшов | Не пройшов | Не пройшов |